# The Hunt for Red October (datorspel)
The Hunt for Red October är ett TV-spel baserat på boken/filmen med samma namn. Spelet släpptes 1990 till NES. och överfördes sedan till Game Boy och SNES.

## Handling
Det är 12 november 1984, fyra månader innan Michail Gorbatjov tar över makten i Sovjetunionen. Kapten Marko Ramius skall göra en provtur med nya ubåten "Röd oktober". Men han planerar att fly till USA med ubåten. När Sovjetunionens ledare får reda på det skickar de den sovjetiska flottan för att finna och sänka Röd oktober. Spelaren skall styra ubåten till USA.
I Game Boy-versionen finns ett tvåspelarläge där den ena parten styr Röd oktober, medan den andra parten är ledare för den sovjetiska flottan, och skall försöka sänka ubåten.

### Fotnoter
1. ↑  ”The Hunt for Red October”. NES DB. 13 mars 1991. Arkiverad från originalet den 23 april 2014. https://web.archive.org/web/20140423022348/http://www.nesdb.se/game_more.php?id=688&rid=1. Läst 21 april 2014.
2. ↑  NES instruction booklet, p. 1
3. ↑  ”The Hunt for Red October” (på svenska). Nintendomagasinet (Kungsbacka: Atlantic) (6-7 1992):  sid. 30-31 (Power Player). juni 1992. Läst 21 april 2014.